# 巴倫鎮區 (伊利諾伊州富蘭克林縣)
巴倫鎮區（英語：Barren Township）是位於美國伊利諾伊州富蘭克林縣的一個行政鎮區。

## 地方資料
根據2010年美國人口普查的數據，巴倫鎮區的面積為93.60平方千米，當中陸地面積為54.30平方千米，而水域面積為39.30平方千米。當地共有人口492人，而人口密度為每平方千米5.26人。